# RFC Xerxes in het seizoen 1958/59
Het seizoen 1958/1959 was het vijfde jaar in het bestaan van de Rotterdamse betaaldvoetbalclub Xerxes. De club kwam uit in de Tweede divisie A en eindigde daarin op de negende plaats. Tevens deed de club mee aan het toernooi om de KNVB beker, hierin werd de club in de tweede ronde uitgeschakeld door SHS (1–3).

## Wedstrijdstatistieken

### Tweede divisie A
|       | Baronie | DHC   | DOSKO | EBOH  | EDO   | 't Gooi | Hilversum | LONGA | ONA   | UVS   | De Valk | Velox | Wilhelmina | Zeist |
| ----- | ------- | ----- | ----- | ----- | ----- | ------- | --------- | ----- | ----- | ----- | ------- | ----- | ---------- | ----- |
| Thuis | 3 – 0   | 0 – 0 | 3 – 0 | 1 – 1 | 2 – 0 | 1 – 4   | 2 – 1     | 1 – 2 | 3 – 0 | 0 – 3 | 3 – 2   | 2 – 2 | 1 – 0      | 3 – 1 |
| Uit   | 3 – 2   | 1 – 1 | 1 – 1 | 1 – 0 | 1 – 3 | 9 – 2   | 1 – 1     | 3 – 1 | 5 – 1 | 2 – 0 | 7 – 3   | 1 – 1 | 4 – 3      | 0 – 2 |

### KNVB beker
| 1e ronde                                                         | Flakkee                                                | 0 – 1 (0 - 0) | Xerxes          |
| 1 januari 1959 Plaats: Middelharnis Sportpark Van Pallandtpolder |                                                        |               | John de Rot     |
| 2e ronde                                                         | SHS                                                    | 3 – 1 (1 – 0) | Xerxes          |
| 30 april 1959 Plaats: Den Haag Houtrust                          | Piet Dekker 30' Eddy Moreels 75' Gerrit Beekhuizen 85' |               | 63' Ben Terlaak |

## Statistieken Xerxes 1958/1959

### Eindstand Xerxes in de Nederlandse Tweede divisie A 1958 / 1959
| Stand | Gespeeld | Gewonnen | Gelijk | Verloren | Punten | Doelpunten voor | Doelpunten tegen |
| ----- | -------- | -------- | ------ | -------- | ------ | --------------- | ---------------- |
| 9e    | 28       | 10       | 7      | 11       | 27     | 46              | 55               |

### Topscorers
| #      | Naam              | Goal |
| ------ | ----------------- | ---- |
| 1.     | Arie Molenbeek    | 11   |
| 2.     | Jan Hendriks      | 9    |
| 3.     | Andries de Boer   | 6    |
| 3.     | John de Rot       | 6    |
| 5.     | Jan Middeldorp    | 5    |
| 6.     | Wilco de Boer     | 2    |
| 7.     | De Boer           | 1    |
| 7.     | Herman Groeneveld | 1    |
| 7.     | Piet Kriesch      | 1    |
| 7.     | Wim Pijpe         | 1    |
| 7.     | Hans Rijshouwer   | 1    |
| 7.     | Harry Smits       | 1    |
| 7.     | Frans Wuijts      | 1    |
| Totaal | Totaal            | 46   |

| #      | Naam        | Goal |
| ------ | ----------- | ---- |
| 1.     | Ben Terlaak | 1    |
| 1.     | John de Rot | 1    |
| Totaal | Totaal      | 2    |